# Csüsi csata
A jushi csata i. e. 67-ben játszódott le a Han-dinasztia és a hsziungnuk között Jushi (népszerű magyar átírásban: Csüsi), a mai Turpan területén. 
A Zheng Ji (Cseng Csi) által vezetett han (kínai) csapatok számára ez a csata sikeres volt. Wugui (Vukuj), Jushi hsziungnu uralkodója megadta magát a han seregnek, miután a hanok támadást indítottak a Tarim-medencéből és megostromolták Jushi fővárosát, Jiaohe-t (Csiaoho). Egy hsziungnu sereg megindult ugyan a Jushinak nyújtandó segítség céljával, de meghátrált Zheng Ji és Sima Xi (Szema Hszi) együttes támadásától. Zheng Ji ekkor otthagyott 20 embert egy tábornokkal, hogy Jushi királyát megvédje. De ő maga félt a hunok visszatérésétől, és Wusun felé menekült. A hsziungnuk Jushi királyának Doumót nevezték ki, és kelet felé mozgatták tovább Jiaohe lakosságát. Zheng Ji ekkor 300 embert küldött, a város elfoglalásának céljával.

## Következmények
I. e. 60-ban belső zavar támadt a hsziungnu politikai erők között. Xianxianshan (Hszienhsziensan), a hunok Rizhu hercege (ricsubán, vagyis bal oldali király) Jushi területén helyezkedett el 12 000 katonájával, és arra törekedett, hogy elfogadja a Han Birodalom feltételeit. Ugyanebben az évben a hanok kinevezték Zheng Ji-t katonai helytartónak, és állomáshelyét Qiuci (Csiuce) állam közelében jelölték ki. Feladata a Tarim-medence egész területének felügyelete volt nyugaton egész a Pamirig. Az őt követő katonai helytartót, Dan Qint (Tan Csin) azonban megölték egy lázadásban, amit i. sz. 13-ban Yanqi (Jencsi) vezetett. Wang Mang i. sz. 16-ban megpróbálta helyreállítani a kínai katonai helytartóságot az új kijelölt tábornok, Li Chong (Li Csung) személyében. A kínai sereg nemsokára megközelítette Yanqi államát, de végül Yanqi és szövetségesei vereséget mértek rájuk. Li Chong Qiuci államba menekült, és a Xin-dinasztia (Hszin) bukása után nem sokkal meghalt.